# Kościół św. Michała w Lüneburgu
Kościół św. Michała w Lüneburgu (niem. St. Michaelis) – kościół ewangelicko-luterański położony w centrum Lüneburga.  Jest jednym z trzech głównych kościołów lüneburskiego Starego Miasta. Został zbudowany w XIV w. w stylu północnoniemieckiego gotyku ceglanego. Od 1530 (od przyjęcia reformacji w mieście) jest kościołem ewangelicko-luterańskim.

## Historia klasztoru

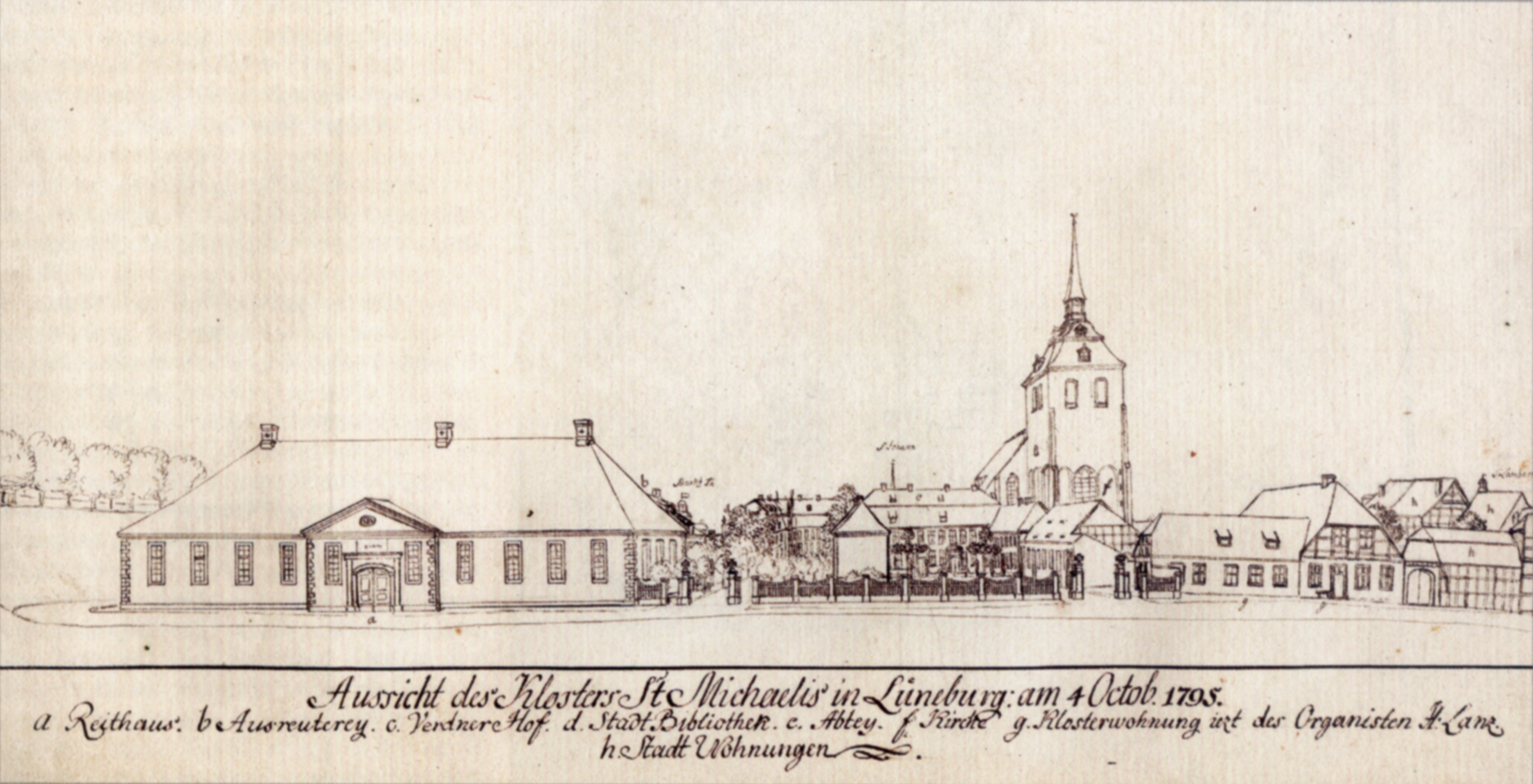
Klasztor św. Michała w 1795.

Najstarszym dokumentem, w którym wymieniony jest klasztor św. Michała i zarazem najstarszym dowodem istnienia miasta Lüneburga, jest wydany dla klasztoru 13 sierpnia 956 przez cesarza Ottona I Wielkiego przywilej czerpania przychodów z eksploatacji miejscowych salin. Złoża soli stały się w ten sposób zaczątkiem bogactwa miasta. Klasztor św. Michała został zbudowany na terenie zamku Billungów na wzgórzu Kalkberg, jedynym wzniesieniu w okolicy miasta. Założenie powstało jako prywatny klasztor książęcego rodu Billungów a kościół klasztorny wykorzystywany był jako miejsce pochowków rodziny książęcej.
W II poł. XI w. klasztor przyjął regułę benedyktyńską. Sól, określana jako „białe złoto” spowodowała wzrost pewności siebie patrycjuszy miejskich, co z czasem doprowadziło do konfliktu z książętami rezydującymi na zamku. W 1371 zrewoltowani mieszkańcy miasta przypuścili szturm na zamek książęcy na Kalkbergu i zniszczyli go. Zniszczeniu uległ też klasztor św. Michała. Został on zbudowany od nowa, nieopodal zamku, ale już w obrębie murów miejskich na miejscu, gdzie obecnie się znajduje. Klasztor nie został zniesiony, gdy nastała reformacja, lecz istniał nadal jako jedyny męski klasztor w księstwie Lüneburg, przekształcony w konwent ewangelicki. Konwent ten został zniesiony w 1655, a klasztor i należąca do niego Akademia Rycerska (rodzaj szkoły średniej dla szlachetnie urodzonych) zostały zlikwidowane 1 października 1850. Majątek klasztorny przypadł Hanowerskiemu Funduszowi Klasztornemu, istniejącemu dziś jako fundacja Klosterkammer Hannover. Ponieważ większość budynków klasztornych przejęły instytucje świeckie, siedzibą fundacji został kościół św. Michała a jej majątek służy utrzymaniu budynku kościoła.
Ruiny byłego klasztoru znajdują się na północ od kościoła.

## Historia kościoła
Kamień węgielny pod budowę obecnego, trzynawowego kościoła położono w 1376. W 1379 ukończono dolny kościół. Korpus właściwego kościoła z pierwotnie nieplanowaną kaplicą opata (niem. Abtskapelle) ukończono w 1412. Wieżę wybudowano przed 1434. Budowa kościoła od początku przysparzała problemów związanych ze statyką – okazało się, że budowla została posadowiona na krawędzi wysadu soli kamiennej i dlatego jej potężne, okrągłe filary, podtrzymujące sklepienie są odchylone 70 cm od pionu.
Do końca XV wieku kościół św. Michała był miejscem spoczynku władców Lüneburga.
W XVIII w. wszystkie trzy nawy zostały nakryte wspólnym dachem.